# نشانه دو موسه
نشانهٔ دو موسه (انگلیسی: De Musset's sign) نوعی لرزش در سر است. این نشانه عبارت است از تکان خوردن موزون سر یا حرکات همزمان سر با ضربان قلب است، که عموماً علتش نارسایی آئورت است که طی آن خون از آئورت به دلیل نقص در دریچه آئورت به بطن چپ پس می‌زند. تکان خوردن سر نشانه‌ای از احساس نبض سیستولیک توسط بیمار به دلیل افزایش فشار نبض، در اثر نارسایی آئورت است. این نشانه پزشکی به نام شاعر فرانسوی آلفرد دو موسه نامگذاری شده است.